# Rotomelita ana
Rotomelita ana är en kräftdjursart som beskrevs av J. L. Barnard 1977. Rotomelita ana ingår i släktet Rotomelita och familjen Melitidae. Inga underarter finns listade i Catalogue of Life.